# 聖法比安 (紐布萊省)
36°33′S 71°33′W / 36.550°S 71.550°W

聖法比安（西班牙語：San Fabián），是智利的城鎮，位於該國中部比奧比奧大區的紐布萊省，始建於1865年12月7日，面積1,568.3平方公里，海拔高度477米，总人口3,780人（2012年），人口密度为每平方公里2.4人。